# Eagle (racingstall)
Eagle var en amerikansk-brittisk formelbiltillverkare som bland annat tävlade i formel 1 ett par säsonger i slutet av 1960-talet.

## Historik
Den amerikanske racerföraren Dan Gurney grundade All American Racers (AAR)  1964 i Santa Ana i Kalifornien för att tillverka sportbilar som han skulle tävla med i USA. 1966 började man även konstruera och tillverka formelbilar för formel 1 och Indy 500, vilka fick namnen Eagle T1G och Eagle T2G.
För F1-verksamheten etablerades Anglo American Racers Ltd. (AAR) i  England och man gav Weslake Engineering i uppdrag att designa V12-motorer till stallets bilar. Under tiden beslöt dock Eagle att köra med Climax-motorer. Stallet debuterade i F1 i Belgien 1966 med Gurney som förare och tre veckor senare tog man sina första VM-poäng i Frankrike. Den nya Weslakemotorn blev inte klar förrän i september då Gurney körde med den i Italien. Motorn höll dock inte varför utvecklingsarbetet med den fortsatte året ut.
Säsongen 1967 vann Gurney Race of Champions och Richie Ginther kontrakterades som andreförare. Ginther slutade dock köra racing och han ersattes av diverse förare. Gurney vann loppet i Belgien 1967 vilket var den första helamerikanska grand prix-segern sedan Jimmy Murphy vann 1921.
Weslakemotorn var dock fortfarande otillförlitlig och Gurneys ansträngningar att förbättra den medförde att hans pengar tog slut. Stallet stapplade sig fram 1968, men mot slutet av säsongen övergick Gurney istället till att tävla i en McLaren-Ford. Mot slutet av året återvände Gurney till USA där han koncentrerade sig på Indycar. Detta var mer framgångsrikt och Bobby Unser vann Indianapolis 500 och USAC Indycarmästerskapet för All American Racers 1968.

## F1-säsonger
| Säsong | Tävlingsnamn          | Bil         | Motor                    | Däck | Poäng | VM-plac. | Förare 1   | Förare 2                                         |
| ------ | --------------------- | ----------- | ------------------------ | ---- | ----- | -------- | ---------- | ------------------------------------------------ |
| 1966   | Anglo American Racers | Eagle T1G   | Climax 2.8 L4            | G    | 4     | 7:a      | Dan Gurney | Phil Hill Bob Bondurant                          |
| 1966   | Anglo American Racers | Eagle T1G   | Weslake 3.0 V12          | G    | 0     | 13:e     | Dan Gurney | Bob Bondurant                                    |
| 1967   | Anglo American Racers | Eagle T1G   | Climax 2.8 L4            | G    | 0     | 12:a     | Dan Gurney |                                                  |
| 1967   | Anglo American Racers | Eagle T1G   | Weslake 3.0 V12          | G    | 13    | 7:a      | Dan Gurney | Richie Ginther Bruce McLaren Ludovico Scarfiotti |
| 1968   | Anglo American Racers | Eagle T1G   | Weslake 3.0 V12          | G    | 0     | 11:a     | Dan Gurney |                                                  |
| 1968   | Anglo American Racers | McLaren M7A | Ford Cosworth DFV 3.0 V8 | G    | 3     | (2:a)    | Dan Gurney |                                                  |

| 1. Belgien 1967 | 1. Belgien 1967 2. Tyskland 1967 |

## Andra stall
- John Maryon 1967, 1968, 1969